# Rio Azul
Rio Azul é um município brasileiro do estado do Paraná.

## História
Os primeiros pioneiros do território do atual município de Rio Azul chegaram por volta de 1885, fundando um povoado chamado Roxo Roiz.
Em 1918, Roxo Roiz passou à categoria de município. Mais tarde, o nome do município foi mudado para Marumby e, em 1929, o topônimo sofreu alteração, recebendo a denominação de Rio Azul. Em 1932, foi cassada a autonomia do município, sendo restabelecida em 1934.
O topônimo adotado teve origem no rio do mesmo nome que banha o município.

## Geografia
Rio azul possui uma área de 629,739 km² representando 0,316 % do estado, 0,1117 % da região e 0,0074  % de todo o território brasileiro. Localiza-se a uma latitude 25°43'58" sul e a uma longitude 50°47'45" oeste, estando a uma altitude de 925 m. Sua população estimada em 2019, conforme dados do IBGE, era de 15 236 habitantes.

## Economia
O município destaca-se por ser o maior produtor de tabaco do estado e décimo maior produtor do país.

## Turismo
Os principais atrativos turísticos da região são:
- Capela Senhor Bom Jesus: as paredes são decoradas com pinturas sacras da época renascentista, do artista Antônio Petrek. Localiza-se em Cachoeira dos Paulistas a 7 km da sede do município.
- Imagem do Sagrado Coração de Jesus: Instalada em 1988 no alto do Morro do Cristo em homenagem aos 50 anos de sacerdócio do Padre João Salanczyk e do Padre Augusto Kolek.
- Pico do Marumbi e Gruta: Situado em Faxinal dos Limas, com uma altitude de 1.200 m acima do nível do mar em terreno rochoso coberto de mata nativa, onde destacam-se: araucárias angustifolia, cedros, imbuias, sassafrás. Possui pista de asa delta, área para camping e sanitários. Para se chegar até a gruta percorre-se uma trilha de média dificuldade de aproximadamente 2 km.
- Parque Municipal Salto da Pedreira: Criado em 1999, com uma área de aproximadamente 83.359 m 2 , possui , bosque, trilha ecológica, piscina de água natural, quadras esportivas, quiosques e churrasqueiras. Oferece também auditório, lanchonetes, sanitários, estacionamento e um mirante. O Parque abriga ainda, Cachoeira da Pedreira com uma queda d'água de 15 metros de altura.

## Demografia
Dados do Censo - 2010
População total: 14.093
Índice de Desenvolvimento Humano (IDH-M): 0,738
- IDH-M Renda: 0,607
- IDH-M Longevidade: 0,751
- IDH-M Educação: 0,856

| Etnias   |       |
| -------- | ----- |
| Branca   | 89,1% |
| Parda    | 7,2%  |
| Negra    | 3,1%  |
| Amarela  | 0,5%  |
| Indigena | 0,1%  |

## Política
- Prefeito: Leandro Jasinski
- Vice-prefeito: Jair Boni
- Presidente da Câmara: Sergio Mazur

## Transporte
O município de Rio Azul é servido pela seguinte rodovia:
- BR-153, a "Transbrasiliana", no seu trecho União da Vitória a Jacarezinho (ligando Santa Catarina a São Paulo)[6]